# Namjug
Namjug (nep. नामजुङ) – gaun wikas samiti w zachodniej części Nepalu w strefie Gandaki w dystrykcie Gorkha. Według nepalskiego spisu powszechnego z 2001 roku liczył on 874 gospodarstw domowych i 4187 mieszkańców (2253 kobiet i 1934 mężczyzn).